# Українські ультрас
Ультрас України або Рух футбольних ультрас в Україні — згурто́ваний рух уболівальників футбольних команд України. У період Євромайдану (наприкінці лютого 2014) всі без винятку діяльні рухи об'єдналися з метою повалення режиму Януковича та захисту України.

## Історія розвитку

### Радянська доба
Перший згуртований рух вболівальників (скоріше його першообраз) з'явився ще в 1980-тих роках минулого століття. Тоді новаторами стали вболівальники столичного «Динамо». Рух формувався під впливом спалаху так званої «Англійської морови́ці» — постійні бійки вболівальників та вершина популярності хуліганізму у Сполученому Королівстві перенеслася на континентальну Європу. Тоді на вулицях Києва з'являються одні з найперших у Радянському союзі та й в Україні граффіті із зображенням символіки команди. «Англійська морови́ця» не обійшла стороною і радянські республіки. Так, одна з найчисленніших бійок прихильників ногом'яча відбулася після гри чемпіонату СРСР між фанатами київського «Динамо» та московського «Спартака». Тоді близько 450 вболівальників московської команди спонадили київських фанатів вчинити бійку безпосередньо в середмісті Києва. На той момент окрім «Динамо» в єврокубках грали й інші українські команди: дніпропетровський «Дніпро», донецький «Шахтар» та одеський «Чорноморець». Таким чином, вплив європейського фанатизму рівномірно охоплював усі частини України (з усіх команд Західної України в період СРСР тільки львівські «Карпати» у 1970 році брали участь у розіграші Кубка Кубків). Окрім цього, вболівальники запорізького «Металурга» у 1983 році випустили у світ перший в СРСР часопис вболівальника, або так званий «фанатський фанзін». Приблизно в той же час зародився рух у Львові. Основною точкою збору вболівальників була, так звана, «Футбольна біржа», де збиралося старше футбольне покоління, та звідки починався шлях на стадіон. Роком раніше, а саме у 1982-му, почалася історія вболівальників харківського «Металіста». Точна точка відліку - жовтень 1982-го року коли кілька десятків фанів відвідали підряд дві гри улюбленої команди - У Мінську та Санкт-Петербурзі. 
Після оголошення перебудови вболівальники відчули себе вільніше. З'являються нові кричалки, все більше людей відвідує ігри улюбленої команди. Керівництво клубів не обходить це стороною і починає всіляко підтримувати збільшення кількості підтримки.

### Незалежність
Необхідно розділяти рух хуліганів та рух ультрас в Україні. Якщо перший за рахунок невибагливості та простоти одразу набув загальної популярності то ультрас рух перебував у стані неруху. Все змінилося після 2000 року. Саме цей рік вважається початком справжнього розквіту руху в Україні. Багатьом вболівальникам спало на думку відстоювати честь власної команди не тільки в сутичках та баталіях, а й вплинути на атмосферу на стадіоні. Тоді на зміну англійському стилю підтримки що панував на стадіонах досить довгий час приходить італійський якому притаманні банери, розтяжки, з'являється величезна кількість прапорів та скандування пісень та різного виду гасел.
Ті команди, які мали доступ до єврокубків розвивалися швидше. Доба років 2000–2006 нічим особливим не відзначилася окрім великої кількості сутичок між хуліганами (що найбільше видно у матчах Всеукраїнського дербі коли фанати Динамо почали сутичку з прихильниками Шахтаря прямо на стадіоні під час матчу). На сектори вболівальників почало надходити більше фанатських шаликів, розширюється асортимент пісень. Першій серйозні шоу починаються 2007 року. Тоді, 11 листопада 2007 року в матчі центрального туру з донецьким «Шахтарем» в рамках Українського дербі кияни на домашньому секторі розгорнули банер із написом «Ми — діти вічного міста, ми — фанати великого клубу». Підготовка до створення тривала більше тижня.
27 лютого 2014 р. ультрас уклали перемир’я між рухами фанатів різних клубів на невизначений термін. У тексті поширеної заяви як причину такого кроку було названо тиск органів правопорядку та органів влади на представників фанатського руху через висловлення ними мирної, громадянської позиції. Лідери ультрас пояснили, що відносини між ними повинні будуватися за принципом того, що вони, в першу чергу, є Українцями. Тобто, на першому місці повинні бути взаєморозуміння, довіра та взаємовиручка. Об’єднання, на момент його оголошення, підтримали ультрас усіх клубів Прем’єр-ліги, 21 організація Першої та Другої ліги, окремих аматорських ліг.
Анексія Криму РФ та сепаратистські прояви на Сході та Півдні країни породили нові форми самоорганізації ультрас українських ФК. Перед проведенням футбольних матчів угруповання футбольних фанатів, що мали стати опонентами на футбольному полі, почали проводити спільну ходу під гаслом «За Єдину Україну» до стадіонів, використовуючи національну та футбольну символіку. Проте мирна, за задумом її організаторів, демонстрація підтримки соборності держави завдяки зовнішньому чиннику перетворилася на масові заворушення. Так, 27 квітня 2014 р. у Харкові під час спільної ходи ультрас ФК «Металіст» та ФК «Дніпро» сталася сутичка із проросійськи налаштованими громадянами, в результаті якої до лікарень звернулися десятки людей. Зіткнення 2 травня 2014 р. у м. Одеса між ультрас ФК «Чорноморець» та ФК «Металіст» з одного боку, та учасниками проросійських заворушень з іншого, закінчилася трагедією із десятками загиблих.

## Невід'ємні частини культури ультрас України

### Перфоманс
Всілякі футбольні перфоманси від вболівальників вже давно стали невід'ємною частиною будь-якого фанатського руху. Спосіб виконання такого перфомансу зазвичай доволі складна справа яка вимагає значних коштів тому перфоманси готують до якихось важливих подій як принципова гра або фінал певного змагання.

### Модульне шоу
Модульне шоу прийшло на наші трибуни у 2007 році. Тоді були перші спроби створення чого-небудь схожого на європейські шоу однак перші спроби не припадали під євростандарти. Трохи пізніше, у сезоні 2010/11 провідні українські команди почали експериментувати із серйознішими шоу. Станом на 10 травня 2015 року собі в актив проведених шоу можуть зарахувати: «Динамо», «Шахтар», «Дніпро», «Карпати», «Металіст», «Чорноморець» та ««Металург» (Запоріжжя)[джерело?].

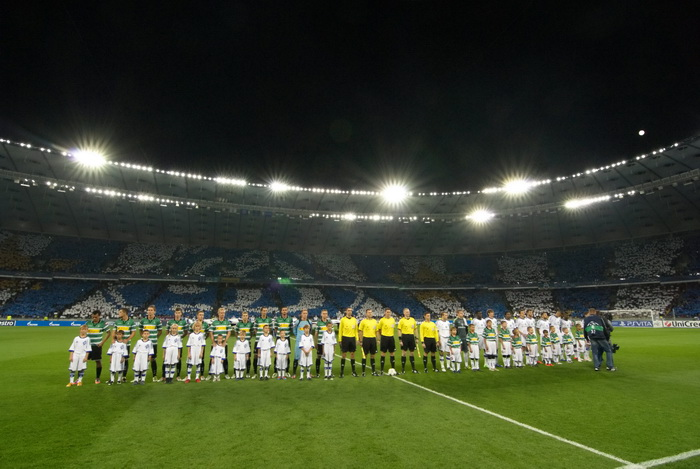
Шоу киян у матчі єврокубків проти «Боруссії» (Менхенгладбах).